# Дуду Сеаренсе
Ду́ду Сеаре́нсе (порт.-браз. Dudu Cearense; род. 15 апреля 1983, Форталеза) — бразильский футболист, игравший на позиции полузащитника. Настоящее имя — Алеша́ндро Си́лва де Со́уза (порт.-браз. Alexandro Silva de Sousa).

## Биография
Алешандро Силва де Соуза, более известный как Дуду Сеаренсе, родился 15 апреля 1983 в бразильском городе Форталеза. В юношеские годы Дуду выступал за клуб «Сеара». В 2000 году перешёл в команду «Витория» (Салвадор) за которую провёл 4 сезона. В 2004 Дуду подписал контракт с японским клубом «Касива», команда выступала в чемпионате неудачно и в итоге заняла последнее место, однако в стыковых матчах она сумела отстоять своё место в высшем дивизионе. После неудачного сезона в Японии Дуду перешёл в французский клуб «Ренн», за который провёл 15 матчей и забил один гол. В 2005 году Дуду заключил контракт с московским ЦСКА, в составе которого он стал дважды чемпионом и обладателем Кубка России. За ЦСКА Дуду дебютировал в матче против петербургского «Зенита» 17 апреля 2005 года, выйдя на замену на 77 минуте. В начале 2008 года изъявил желание перейти в бразильский клуб «Гремио», но руководство армейцев его не отпустило, и бразилец отнёсся к этому решению с пониманием.
Летом 2008 года перешёл из ЦСКА в греческий «Олимпиакос» за 6 млн евро. В 26-м туре греческого чемпионат Дуду забил «золотой» гол, который принёс очередные золотые медали «Олимпиакосу».
8 апреля 2011 года Дуду подписал контракт с бразильским клубом «Атлетико Минейро». Контракт подписан сроком до июня 2014 года.
В июле 2012, будучи свободным агентом, обратился к руководству ЦСКА с просьбой о предоставлении возможности проявить себя и участвовал в тренировках вместе с клубом, но убедить тренерский штаб в необходимости подписания с собой контракта ему не удалось, и 8 сентября игрок был представлен в качестве новичка клуба «Гояс».
В январе 2014 года заключил контракт на полгода с греческим клубом ОФИ.
В июне 2014 года на правах свободного агента подписал контракт с израильским клубом «Маккаби» из города Нетания. В составе новой команды сыграл два матча в Кубке Израиля, а в январе 2015 года перешёл в бразильский клуб «Форталеза». Дуду дебютировал 1 февраля в матче против «Сан Бенедито», выйдя на замену в середине второго тайма.
С 2016 по 2018 год выступал за «Ботафого».
В марте 2019 года объявил о завершении профессиональной карьеры в возрасте 35 лет.

## Достижения
«Витория»
- Чемпион штата Баия (4): 2000, 2002, 2003, 2004
- Обладатель Кубка Баия: 2004
- Обладатель Кубка Севера: 2003

ЦСКА
- Чемпион России (2): 2005, 2006
- Обладатель Кубка России (2): 2005/06, 2007/08
- Обладатель Суперкубка России (2): 2006, 2007
- Серебряный призёр чемпионата России: 2008
- Бронзовый призёр чемпионата России: 2007

«Олимпиакос»
- Чемпион Греции (2): 2008/09, 2010/11
- Обладатель Кубка Греции: 2008/09
- Серебряный призёр Чемпионата Греции: 2009/10

«Ботафого»
- Чемпион штата Рио-де-Жанейро: 2018

Сборная Бразилии
- Обладатель Кубка Америки: 2004
- Серебряный призёр Панамериканских Игр: 2003
- Чемпион мира среди молодёжи: 2003

## Статистика выступлений за ЦСКА
| Соревнование      | Игры | Голы  | ЖК | КК |
| ----------------- | ---- | ----- | -- | -- |
| Чемпионат России  | 74   | 7 (1) | 16 | 0  |
| Кубок России      | 12   | 2     | 3  | 0  |
| Суперкубок России | 2    | 0     | 0  | 0  |
| Еврокубки         | 19   | 1     | 7  | 0  |
| Всего             | 107  | 10    | 26 | 0  |